# Academia de Medicina y Cirugía de Castilla la Nueva
La Real Academia de Medicina y Cirugía de Castilla la Nueva fue creada por Real Decreto de 8 de agosto de 1830, sobre la base de la antigua Real Academia Médica Matritense, fundada en 1734 por Felipe V.

## Historia
La institución tuvo su origen en las tertulias que durante la década de los treinta, en el siglo XVIII, celebraba un grupo de médicos y farmacéuticos en Madrid, en casa del doctor José Ortega y Hernández, la llamada Tertulia Literaria Médica. La corona decidió institucionalizarlas como Real Academia de Medicina Matritense en 1734. Eran miembros natos de ella los catedráticos del Colegio de San Carlos. El Real Decreto de 8 de agosto de 1830, que establece reglamentos para las academias de medicina, la generalizó a las demás provincias de Castilla la Nueva, la actual Castilla-La Mancha; se componía de tres clases de socios, numerarios, agregados y correspondientes. Su propósito era esmerarse en el cuidado de la salud pública, recogiendo observaciones y demás; favorecer los progresos de la ciencia médica, estimulando el trabajo de los individuos; asegurar por este y otros medios la estimación de los profesores, desempeñar las enseñanzas que se establecieren y los encargos de la Real Junta de Sanidad. Las tareas literarias consisten en experimentar los nuevos remedios y específicos; censurar las memorias y obras médicas; publicar programas; mantener correspondencias con otras academias y formar la historia natural médica de España. Además, ilustrar a las autoridades en todos los ramos de policía médica, como son construcción de hospitales, lazaretos, cárceles, cementerios, canales, nuevas poblaciones, iglesias, teatros, fuentes y balnearios de aguas medicinales, además de asesorar en la construcción de instalaciones sanitarias, nuevas poblaciones y lugares públicos. Las juntas ordinarias eran cada quince días y se celebraban en la sala de juntas del Real Hospital del Buen Suceso; el Real Decreto de 28 de abril de 1861, tras largos años de trabajo, reconoció su importancia científica y social y la transformó en la Real Academia Nacional de Medicina.
Publicó una colección de obras de medicina, la Biblioteca Clásica de la Medicina Española, más un repertorio considerable de Anales. También elaboró una Farmacopea oficial.